# Col de Sarenne
Il Col de Sarenne (1.999 m s.l.m.) è un valico alpino delle Alpi Occidentali (Alpi francesi - Alpi del Delfinato - Alpi delle Grandes Rousses e delle Aiguilles d'Arves  - massiccio della Grande Rousse), che collega Mizoën all'Alpe d'Huez.

## Caratteristiche
Il colle è situato nella regione Rhône-Alpes, nel dipartimento Isère ed è raggiungibile da Mizoën paese affacciato alle rive del bacino artificiale di Chambon a 1045 m. Dal paese si superano le gole del torrente Ferrand, il comune di Besse-en-Oisans e il centro di Clavans Le Bas e Clavans Le Haut. Proseguendo verso il colle si possono ammirare i ghiacciai de Les Deux Alpes e del Massiccio des Écrins. Il versante dell'Alpe d'Huez ha inizio dall'altiporto dove fino alla sommità del colle l'asfalto cede il posto allo sterrato e a rudimentali scolatoi in pietra. La strada attraversa le Gorges des Sarenne dove termina la pista sciistica Sarenne. Il colle situato a 1.999 m è un'alternativa per i ciclisti alla celeberrima ascesa dell'Alpe d'Huez, teatro di epiche sfide al Tour de France.